# Pettit
Pettit és una concentració de població designada pel cens dels Estats Units a l'estat d'Oklahoma. Segons el cens del 2000 tenia 771 habitants.

## Demografia
Segons el cens del 2000, Pettit tenia 771 habitants, 329 habitatges, i 227 famílies. La densitat de població era de 25,7 habitants per km².
Dels 329 habitatges en un 27,7% hi vivien nens de menys de 18 anys, en un 57,1% hi vivien parelles casades, en un 8,5% dones solteres, i en un 31% no eren unitats familiars. En el 27,1% dels habitatges hi vivien persones soles el 10,6% de les quals corresponia a persones de 65 anys o més que vivien soles. El nombre mitjà de persones vivint en cada habitatge era de 2,34 i el nombre mitjà de persones que vivien en cada família era de 2,84.
Per edats la població es repartia de la següent manera: un 22,7% tenia menys de 18 anys, un 6,2% entre 18 i 24, un 25,9% entre 25 i 44, un 28,1% de 45 a 60 i un 17% 65 anys o més.
L'edat mediana era de 42 anys. Per cada 100 dones de 18 o més anys hi havia 104,8 homes.
La renda mediana per habitatge era de 25.766 $ i la renda mediana per família de 26.806 $. Els homes tenien una renda mediana de 25.536 $ mentre que les dones 21.250 $. La renda per capita de la població era de 14.432 $. Entorn del 12,7% de les famílies i el 15,3% de la població estaven per davall del llindar de pobresa.

## Poblacions més properes
El següent diagrama mostra les poblacions més properes.